# Отит
Оти́т (от др.-греч. οὖς, в род. п. ὠτός — ухо и лат. -itis — суффикс, означающий воспаление) — ЛОР-заболевание, представляющее собой воспалительный процесс в ухе.
В зависимости от локализации патологического процесса (в структурах наружного, среднего или внутреннего уха) различают:
- наружный отит[1],
- средний отит[2],
- лабиринтит (воспаление внутреннего уха)[3].

Отитом болеют в любом возрасте, чаще дети. Наиболее распространены воспалительные заболевания среднего уха. До 3 лет у 80 % детей отмечается, по крайней мере, один эпизод среднего отита.

## Наружный отит
Наружный отит — воспаление канала среднего уха — может быть ограниченным или разлитым. Ограниченное воспаление наружного уха чаще представлено фурункулёзом. Разлитое воспаление наружного слухового прохода наблюдается преимущественно при хроническом гнойном отите, вследствие проникновения в кожу и подкожный слой различных бактерий, а также грибковой инфекции. Воспалительный процесс нередко распространяется и на барабанную перепонку.

## Средний отит
Средний отит — это воспаление среднего уха.

### Классификация
По скорости развития и длительности течения средние отиты разделяют на:
- Острые
- Хронические

В зависимости от характера образующегося воспалительного экссудата отиты разделяют на:
- Катаральные
- Гнойные

### Эпидемиология
Наиболее частыми возбудителями средних отитов являются кокки, в том числе и пневмококки, стафилококки, гемофильные палочки, а также другие патогенные и условно-патогенные бактерии (родов моракселла, ацинетобактер, клебсиелла, синегнойная палочка), активизирующиеся при вирусном или бактериальном воспалении слизистой оболочки носа (таким образом, особенно при хронических отитах, инфицирование может протекать по типу суперинфекции, реинфекции или аутоинфекции).
Механизм проникновения бактериальных возбудителей может быть следующим: при кашле, чихании, особенно при неумелом сморкании, бактерии попадают через слуховую трубу в среднее ухо (по тубарному пути). Значительно реже инфекция попадает в среднее ухо гематогенным путём и в исключительных случаях — через поврежденную барабанную перепонку.
Воспаление среднего уха при инфекционных болезнях редко бывает первичным, чаще оно является осложнением воспалительного процесса в верхних дыхательных путях или осложнении самого инфекционного заболевания. Оно протекает по типу острого катарального отита, евстахиита или в виде гнойного среднего отита. Возможны средние отиты как бактериальной, так и вирусной (например, при кори, гриппе) природы. Больных обычно беспокоят стреляющие боли в ухе. При осмотре обнаруживают признаки воспаления среднего уха, а в запущенных случаях — гноетечение.
Гриппозный отит отличается бурным течением с выраженной интоксикацией; характерно геморрагическое воспаление с кровоизлияниями в барабанную перепонку и сукровичным отделяемым из уха. При скарлатине отит характеризуется сильными болями в ухе, высокой температурой, обильным гноетечением.

### Острый средний отит
Острое воспаление среднего уха — заболевание организма, местным проявлением которого является воспалительный процесс в тканях барабанной полости, слуховой трубы и сосцевидного отростка. Воспаление среднего уха может распространяться на окружающие ткани: кожу наружного уха, сосцевидный отросток, околоушную слюнную железу.
Обычно средний отит при различных инфекционных заболеваниях не ведет к потере слуха. Исключение составляют случаи гнойного среднего отита, когда происходит разрушение морфофункциональных структур среднего уха.

#### Стадии острого отита
Существуют пять стадий острого воспаления среднего уха:
- Стадия острого евстахиита — ощущение заложенности, шум в ухе, температура тела нормальная (повышена в случае имеющейся инфекции).
- Стадия острого катарального воспаления в среднем ухе — резкая боль в ухе, температура повышается до субфебрильной, асептическое воспаление слизистой оболочки среднего уха, шум и ощущение заложенности нарастают.
- Доперфоративная стадия острого гнойного воспаления в среднем ухе — боль резко усиливается, становится нестерпимой, иррадиируя в зубы, шею, глотку, глаз; отмечается снижение слуха и усиление шума в ухе; температура тела достигает фебрильных цифр, картина крови приобретает воспалительный характер.
- Постперфоративная стадия острого гнойного воспаления в среднем ухе — боль ослабевает, начинается гноетечение из уха, шум и тугоухость не проходят, температура нормализируется.
- Репаративная стадия — воспаление купируется, перфорация закрывается рубцом.

#### Острый гнойный средний отит
Боль в ухе, гнойные выделения из слухового прохода, а также повышенная температура — симптомы острого гнойного среднего отита. Наблюдается повышение температуры, из уха начинает выделяться гной (начало гноетечения связано с прорывом гноя через барабанную перепонку). После окончания выделений состояние больного улучшается, боль стихает. Обычно это ведет к окончательному выздоровлению, но иногда гной не находит выхода, что может вызвать распространение инфекции в полость черепа (возможно развитие менингита, абсцесса мозга).

### Хронический средний отит

#### Хронический секреторный средний отит, ассоциированный с гастроэзофагеальными рефлюксами
При патологических «высоких» гастроэзофагеальных рефлюксах, достигающих глотки и полости рта и называемых фаринголарингеальными рефлюксами (ФЛР), агрессивное содержимое желудка достигает носоглотки и может вызывать различные оториноларингологические заболевания. Хронический отит, ассоциированный с гастроэзофагеальными рефлюксами, обычно не поддаётся стандартному лечению. Для его диагностики важно определение наличия и установление частоты фаринголарингеальных рефлюксов, для чего применяется pH-метрия пищевода и гортани.

## Лечение
Необходимо посетить врача сразу при возникновении боли в ухе и в случае, если она не прошла через два дня. Самостоятельное лечение отитов только нетрадиционными методами чревато развитием осложнений. Поэтому лечение этими средствами должно проводиться только с разрешения врача.
При терапии должны учитываться индивидуальные особенности больного, степень выраженности воспалительной реакции, стадии процесса, сопутствующей патологии и степени сенсибилизации организма.

### Наружный отит
Первое, начальное, лечение наружного отита — купирование боли в ухе с помощью анальгетиков. Затем, для устранения причины воспаления, врач назначает капли в ухо, обычно это комбинированные противогрибковые и антибактериальные препараты.
При неосложненных формах наружного отита бактериальной этиологии назначаются антибиотики наружно (местно), следует избегать назначения системных антибиотиков.
В случае фурункула его вскрывают.
Вирусный наружный отит встречается редко и, как правило, вызван вирусами герпеса (простого герпеса или ветряной оспы), применяется лечение, соответствующее этим заболеваниям.
Наружный отит в хронической форме в виде отомикоза (грибкового поражения слухового прохода) с трудом поддается лечению, как и любые грибковые инфекции. Его легче предупредить, чем лечить, тем более, что профилактика проста — достаточно высушивать ушные проходы после купания и избегать повреждения ватными палочками и подобными предметами.
Если лечение не было эффективным, берут мазок из наружного слухового прохода и проводят анализ микрофлоры для определения инфекционного агента и назначения специфического лечения.
В большинстве случаев симптомы уменьшаются через 48–72 часа с момента начала лечения, а полное выздоровление может занять до двух недель.

### Средний отит
При среднем отите в первую очередь купируется болевой синдром — врач назначает анальгетики перорально.
Если барабанная перепонка подвижна и не повреждена (перфорация отсутствует), то назначенное врачом лечение может ограничиться ушными каплями с обезболивающими средствами, поскольку в большинстве случаев острый средний отит вызван вирусной инфекцией (ОРВИ), и выздоровление наступает без дополнительного лечения.
В случае острого среднего отита бактериальной природы врач назначает антибиотик первой линии (антибиотик выбора — незащищенные пенициллины: ампициллин, амоксициллин, флемоксин и другие) в высокой дозировке, эти препараты эффективны у большинства пациентов, отличаются низкой ценой и относительно высокой безопасностью. Облегчение должно наступить на третий день, это показатель эффективного лечения. Курс лечения антибиотиком длится до 10 дней. Минимальный курс антибиотика при среднем отите — 7 дней, менее продолжительное лечение чревато возникновением устойчивости бактерий к антибиотику.
Если причиной острого среднего отита по подозрению врача или результату анализа является устойчивый штамм бактерий, врач назначает антибиотик второй лини из пенициллин-клавуланатов (это амоксиклав, аугментин, флемоклав и другие).
Если в анамнезе пациента есть аллергия на антибиотик пенициллинового ряда, лечение рекомендуется начинать с цефалоспоринов второго или третьего поколения (цефуроксим, цефдинир, цефподоксим, …).
Низкую эффективность при отите продемонстрировали макролиды (эритромицин, азитромицин и другие) из-за развития бактериальной устойчивости к ним.
При перфорированной барабанной перепонке врач назначает специальные ушные капли с противомикробным составом, которые оказывают лечебный эффект, проникая в среднее ухо. Пациенту дается рекомендация беречь ухо от попадания воды.
Не все ушные капли подходят для перфорированного уха, при появлении гнойных выделений из уха следует немедленно отменить капли и обратиться к лечащему врачу для изменения назначения.
Антигистаминные препараты не имеют эффективности при остром среднем отите (в мировых исследованиях для них нет доказательств эффективности).
При остром среднем отите или ОРВИ Не следует использовать сосудосуживающие капли в нос, когда нет ярко выраженной заложенности носа.
Для поддержания работы слизистой оболочки носа и уменьшения её отечности врач может назначить ингаляцию спреем на кортикостероидах (назонекс, авамис, назарел и подобный). Гормоны-кортикостероиды в назальной форме спрея практически не проникают в кровь и не вызывают привыкания.
Если терапия острого гнойного отита антибиотиками не даёт эффекта, особенно у детей, и барабанная перепонка не перфорирована, применяется хирургическое вмешательство — прокол барабанной перепонки (парацентез, тимпаноцентез), иногда с установкой шунтирующей микротрубочки. Гной, отделяемый из среднего уха, берётся на посев, чтобы точнее подобрать антибиотик. Отверстие в барабанной перепонке после прокола  затягивается за несколько дней. Шунт микротрубочкой используется для удлинения времени существования отверстия при необходимости более длительного удаления гноя. В России такая манипуляция называется «шунтирование барабанной полости», за рубежом — «тимпанотомия с установкой вентиляционной трубки».
После излечения острого среднего отита пациенту в течение месяца необходимо повторно показаться врачу с целью предупреждения тугоухости из-за возможного накопления экссудата в ухе.
Для лечения хронического секреторного среднего отита, ассоциированного с гастроэзофагеальными рефлюксами, кроме других лечебных процедур, проводится антирефлюксная терапия.

### Ошибки при лечении отитов
При заболеваниях уха не следует использовать «народные» методы лечения. В частности, прикладывание листьев алоэ и других растений бессмысленно и чревато осложнениями.
Также при самолечении отита популярны горячие компрессы, но никакие согревающие процедуры не являются лечением при заболеваниях уха. Прогревание при наружном отите усиливает воспаление, и может привести к серьезным осложнениям — абсцессу вплоть до сепсиса.
Турунды, смоченные 70 %-ным спиртом, при отите противопоказаны. Спиртовые растворы могут вызвать раздражение и ожог в области воспаления, самостоятельное введение инородных предметов может травмировать ухо, что усугубит заболевание.
Бесполезными при отитах и ошибочными являются назначения сосудосуживающих капель в нос. Сосудосуживающие капли в нос не улучшают работу слуховых труб, также они не влияют на вентиляцию пазух носа, но такие препараты вызывают физиологическую зависимость.
При среднем остром отите не нужны антигистаминные препараты — они бесполезны при этом заболевании.
При среднем остром отите, в случае отсутствия перфорации в барабанной перепонке нет необходимости в ушных каплях с антибиотиком, поскольку перепонка непроницаема для лекарств.
При лечении экссудативного отита не имеют клинического эффекта антибиотики, сосудосуживающие капли в нос и физиотерапия, а антигистаминные препараты могут вызвать еще большее сгущение экссудата, что усугубит заложенность уха.
Среди врачей до сих пор популярны устаревшие методы с сомнительным эффектом: катетеризация слуховых труб (нагнетание воздуха в слуховую трубу через катетер, вставляемый через нос) и продувание слуховых труб по Политцеру. Эти методы чреваты повреждениями слуховых труб, эмфиземой и воспалением мягких тканей шеи.
При отите не должны применяться ушные свечи поскольку нет доказательств их эффективности, причём в литературе описаны осложнения их использования — от закупорки слухового прохода воском до перфорации барабанной перепонки.
В любом случае не следует заниматься самолечением. Во избежание повреждений кожи слухового прохода не надо самостоятельно вставлять в ухо ватные турунды с лекарством, это должен делать врач, такая процедура проводится в редких случаях только по усмотрению врача.